# Molybden(III) chloride
Molybden(III) chloride là một hợp chất vô cơ có công thức hóa học MoCl3. Nó tạo thành các tinh thể màu tím.

## Tổng hợp và cấu trúc
Molybden(III) chloride được tổng hợp bằng cách khử molybden(V) chloride với hydro. Hiệu suất cao hơn được tạo ra bằng cách khử molybden(V) chloride nguyên chất với thiếc(II) chloride khan làm chất khử.
Molybden(III) chloride tồn tại dưới dạng hai dạng đa hình: alpha (α) và beta (β). Cấu trúc alpha tương tự như cấu trúc của nhôm chloride (AlCl3). Trong cấu trúc này, molybden có dạng hình học phối trí bát diện và thể hiện sự bao bọc hình khối trong cấu trúc tinh thể của nó. Tuy nhiên, cấu trúc beta thể hiện sự bao bọc hình lục giác.

## Phức THF
Molybden(III) chloride tạo ra phức hợp MoCl3(THF)3 (THF = tetrahydrofuran). Chất rắn màu cam nhạt này được tổng hợp bằng cách khử dung dịch THF của MoCl4(THF)2 với bột thiếc. Phức chất có dạng hình học bát diện. Phổ IR không có dải cường độ cao trong dải 900–1000 cm−1, một đặc điểm của các oxomolybden.
Hexa(tert-butoxy)đimolybden(III) được điều chế bằng phản ứng tạo muối từ MoCl3(THF)3:
2MoCl3(THF)3 + 6LiOBu-t → Mo2(OBu-t)6 + 6LiCl + 6THF

## Hợp chất khác
MoCl3 còn tạo một số hợp chất với NH3, như MoCl3·3NH3 là chất rắn màu vàng sáng. MoCl3·6NH3 được cho là tồn tại dưới dạng chất rắn màu trắng.
MoCl3 còn tạo một số hợp chất với CO(NH2)2, như MoCl3·3CO(NH2)2 là tinh thể vàng, tan trong nước.
MoCl3 còn tạo một số hợp chất với CS(NH2)2, như MoCl3·3CS(NH2)2 là tinh thể vàng cam, tan trong N,N-dimethylformamide với sự phân hủy, tan ít trong nước và pyridin, không tan trong các dung môi hữu cơ thông thường.